# SWAG41
『SWAG #41』（スワッグ・フォーティワン）は、ZIP-FMで毎週金曜日 20:00 - 23:00に放送されていたラジオ番組である。2013年4月放送開始、2018年3月放送終了。

## 概要
「ストレートトーク」、「ダンス音楽限定チャート」、「生電話やSNSを使用したリスナーとの交流」の3つを提供するというコンセプトの番組である。なお、番組名の「SWAG」とは、「スーパーマンのようにカッコイイ」などを意味する若者言葉。

## 出演者
- 南城大輔

### 過去の出演者
- ねね（2016年4月 - 2017年9月）

## 放送・配信時間
いずれもJST。
ラジオ
- ZIP-FM 金曜日 20:00 - 23:00（2013年7月 - 2014年3月、2015年4月 - 2018年3月）

インターネット配信
- AbemaRADIO 金曜日 20:00 - 23:00（2017年12月 - 2018年3月）

### 過去の放送時間
ラジオ
- ZIP-FM
  - 金曜日 20:00 - 23:30（2013年4月 - 2013年7月）
  - 金曜日 20:00 - 22:55（2014年4月 - 2015年3月）

## タイムテーブル
| 時間  | コーナー名                           |
| ----- | ------------------------------------ |
| 20:20 | KING KANKO TREND EXPRESS<キング観光> |
| 21:00 | ZIP DANCE HITS 20                    |
| 22:06 | SUV DREAM<SUV LAND>                  |
| 22:23 | LET'S TALK ABOUT AIDS                |

### 主なコーナー
- KING KANKO TREND EXPRESS<キング観光> 
全米シングルチャートなど、様々な最新ランキング（南城大輔的トレンド）を紹介する。
- トヨタ名古屋自動車大学校 TECHNICAL MASTER
同校で収録されたインタビューやイベントの模様を放送する。
- ZIP DANCE HITS 20
2013年3月までは独立番組で放送されていた。ダンス・ミュージック専門のチャート・プログラム。
  - FUTURE HITS RECOMMENDATION
次回以降ランクインしそうな新曲を紹介する。
- LET'S TALK ABOUT AIDS
AIDSに関する情報を紹介し、対策を促進する。
- スヮックくじ
- たまに、1～100までの好きな数字をメッセージに書いて送ってプレゼントが当たる企画も行われている。

※TECHNICAL MASTER及びLET'S TALK ABOUT AIDSは「RADIO KICK」（南城が担当）から継続されている。
※SUV DREAM<SUV LAND>は放送終了後、OUT DOOR BEATに改名し「HOORAY HOORAY FRIDAY」（白井が担当）に移動している。

#### 過去のコーナー
- タチヤ"TOUCH YOUR DREAM"（2016年4月 - 2017年9月）
恋愛、仕事、人生、人間関係などの悩みを、南城とねねが解決する。

### SWAG #41
- SWAG #41公式サイト
- SWAG41 (@zipfmswag41) - X（旧Twitter）
- SWAG41 (zipfmswag41) - Facebook

### ZIP DANCE HITS 20
- ZIP DANCE HITS 20公式サイト
- SWAG41 (@zip_dance_hits) - X（旧Twitter）
- SWAG41 (dancehits20) - Facebook

### SWAG #41 オフィシャルLINEスタンプ
- スワッくま４１ ～日常編～

| ZIP-FM 金曜 20:00 - 23:00 | ZIP-FM 金曜 20:00 - 23:00        | ZIP-FM 金曜 20:00 - 23:00 |
| 前番組                    | 番組名                           | 次番組                    |
| ------------------------- | -------------------------------- | ------------------------- |
| FRI.MASTER                | SWAG #41 (2013年4月 - 2018年3月) | DANCEMAN                  |